# Kirill Georgijewitsch Denissow

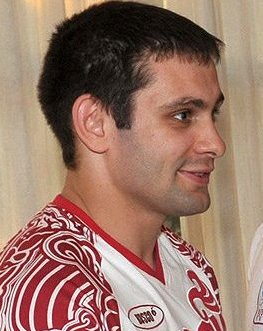
Kirill Denissow (2012)

Kirill Georgijewitsch Denissow (russisch Кирилл Георгиевич Денисов; * 25. Januar 1988 in Trjochgorny) ist ein russischer Judoka, der bis 2016 im Mittelgewicht antrat, der Gewichtsklasse bis 90 Kilogramm. Er war 2013 und 2015 Europameister.

## Karriere
Der 1,82 m große Denissow war 2008 russischer U23-Meister. Seine erste internationale Medaille im Erwachsenenbereich gewann er bei den Weltmeisterschaften 2009 in Rotterdam. Im Viertelfinale besiegte er Dominique Hischier aus der Schweiz und im Halbfinale den Usbeken Dilshod Choriyev. Im Finale unterlag Denissow dem Südkoreaner Lee Kyu-won.  Im Jahr darauf fanden die Weltmeisterschaften in Tokio statt. Denissow unterlag im Viertelfinale Elxan Məmmədov aus Aserbaidschan. Mit Siegen über den Brasilianer Tiago Camilo und den Georgier Warlam Liparteliani erkämpfte Denissow eine Bronzemedaille. Denissow und Liparteliani standen sich auch im Halbfinale der Europameisterschaften 2011 in Istanbul gegenüber und wieder gewann Denissow. Im Finale siegte der Grieche Ilias Iliadis gegen Denissow. Vier Monate später unterlag Denissow auch im Halbfinale der Weltmeisterschaften 2011 in Paris gegen Iliadis. Den Kampf um eine Bronzemedaille verlor er gegen den Kubaner Asley González. Bei den Olympischen Spielen 2012 in London bezwang Denissow im Achtelfinale den Briten Winston Gordon und im Viertelfinale den Griechen Ilias Iliadis. Im Halbfinale unterlag er Asley González und anschließend verlor er auch den Kampf um eine Bronzemedaille gegen den Japaner Masashi Nishiyama.
Bei den Europameisterschaften 2013 in Budapest bezwang Denissow im Halbfinale den Deutschen Marc Odenthal, im Finale gewann er gegen Warlam Liparteliani. Vier Monate später bei den Weltmeisterschaften 2013 in Rio de Janeiro unterlag er im Halbfinale gegen den Georgier, erkämpfte aber eine Bronzemedaille gegen den Ungarn Krisztián Tóth. 2014 fanden die Weltmeisterschaften in Tscheljabinsk statt. Vor heimischem Publikum verlor er im Viertelfinale gegen den Usbeken Sherali Juraev. Nachdem er in der Hoffnungsrunde gegen den Niederländer Guillaume Elmont gewonnen hatte, verlor er den Kampf um Bronze gegen den zweiten Russen Kirill Woprossow. 2015 trat er bei den im Rahmen der Europaspiele in Baku ausgetragenen Europameisterschaften an. Im Viertelfinale besiegte er Ilias Iliadis, im Halbfinale Krisztián Tóth und im Finale Warlam Liparteliani. Bei den Weltmeisterschaften 2015 in Astana schlug er Toth im Viertelfinale, im Halbfinale bezwang er den Georgier Beka Ghwiniaschwili. Nach seiner Finalniederlage gegen den Südkoreaner Gwak Dong-han erhielt er zum zweiten Mal nach 2009 eine Weltmeisterschafts-Silbermedaille. Bei den Olympischen Spielen in Rio de Janeiro unterlag er in seinem ersten Kampf Mammadali Mehdiyev aus Aserbaidschan.
Nach den Olympischen Sommerspielen wechselte Denissow ins Halbschwergewicht, die Gewichtsklasse bis 100 Kilogramm. In dieser Gewichtsklasse gewann er Ende 2016 die Grand-Slam-Turniere in Qingdao und in Tokio. Bei den Europameisterschaften 2017 in Warschau unterlag er im Viertelfinale gegen den Aserbaidschaner Elmar Gasimov, gewann aber mit Siegen über den Israeli Peter Paltchik und den Niederländer Michael Korrel eine Bronzemedaille. Bei den Weltmeisterschaften 2017 in Budapest unterlag er im Viertelfinale gegen Warlam Liparteliani. Im Kampf um eine Bronzemedaille schlug er wie vier Monate zuvor den Niederländer Korrel.